# Милорад Мирчић
Милорад Мирчић (Малешевци, 23. фебруар 1956 — Нови Сад, 9. мај 2025) био је српски политичар. Био истакнути члан Српске радикалне странке скоро од њеног оснивања. Био је Градоначелник Новог Сада од јануара 1992. до јуна 1993. и министар дијаспоре у Другој влади Мирка Марјановића у периоду од 24. марта 1998. до 24. октобра 2000. године. Био је потпредседник је Српске радикалне странке.
Преминуо је у Новом Саду 9. маја 2025. године.